# Juddmonte Farms
Juddmonte Farms, är ett galoppstall och stuteri för engelska fullblod, som ägdes av den saudiske prinsen Khalid bin Abdullah Al Saud från 1982 till hans död 2021. Stuteriet har huvudsäten i Newmarket, Suffolk i Storbritannien och Lexington, Kentucky i USA.

## Historia
Juddmonte Farms består av en mängd olika enskilda gårdar: fyra i England, två i Irland och två i Kentucky, USA. Juddmonte, som grundades 1977, är högt ansett inom galoppsporten, bland annat då de har mer än 200 avelsston. Stuteriet har ägt fem hästar som röstats fram till Broodmare of the Year i USA eller Storbritannien. 
Stuteriets första stora seger kom 1980, då Known Fact vann 2000 Guineas, vilket blev den första segern någonsin i löpet för arabiska hästägare.

### Avelshingstar
I Europa står avelshingstarna Bated Breath, Expert Eye, Frankel, Kingman och Oasis Dream. I USA är står avelshingsten Mizzen Mast, efter att den framstående hingsten Arrogate avlidit vid 7 års ålder.

### Tränare
De tränare som stuteriet samarbetar med i Storbritannien inkluderar Roger Charlton, Charlie Hills, John Gosden, Amanda Perrett och Michael Stoute. 2016 blev Ralph Beckett och Hugo Palmer tränare för Juddmonte i Storbritannien efter Henry Cecils död, och hans hustru Lady Jane Cecils pensionerades efter en kort men framgångsrik karriär. 
År 2006 blev Dermot Weld tränare för Juddmonte i Irland och Ger Lyons tog över träningen 2018. I Frankrike skickas hästar till Pascal Bary, André Fabre, Henri-François Devin och David Smaga. Framgångsrika hästar i Europa skickas frekvent efter deras treåringssäsong till Robert J. Frankel i USA för att delta i de större grupp 1-löpen.
På 1980-talet fick Juddmonte också framgångar tillsammans med Guy Harwood (far till Amanda Perrett) och Jeremy Tree i Storbritannien och med Maurice Zilber i Frankrike.

### Jockeys
I Frankrike anlitas championjockeyn Vincent Cheminaud. I Storbritannien har Pat Eddery, Richard Hughes och James Doyle anlitats. På Irland red Pat Smullen regelbundet för Juddmonte.